# Eleições legislativas portuguesas de 2024 no distrito de Évora
| Eleições legislativas portuguesas de 2024 Distritos: Aveiro \| Beja \| Braga \| Bragança \| Castelo Branco \| Coimbra \| Évora \| Faro \| Guarda \| Leiria \| Lisboa \| Portalegre \| Porto \| Santarém \| Setúbal \| Viana do Castelo \| Vila Real \| Viseu \| Açores \| Madeira \| Estrangeiro |

## Resultados por concelho
Os resultados nos concelhos do Distrito de Évora foram os seguintes:

### Alandroal
| Partido                 | Partido                                  | Votos | %               | +/-   |
| ----------------------- | ---------------------------------------- | ----- | --------------- | ----- |
|                         | Partido Socialista                       | 1 122 | 39,63 / 100,00  | 14,34 |
|                         | CHEGA                                    | 665   | 23,49 / 100,00  | 12,43 |
|                         | Aliança Democrática (PPD/PSD-CDS-PP-PPM) | 383   | 13,53 / 100,00  | 0,30  |
|                         | Coligação Democrática Unitária (PCP-PEV) | 350   | 12,36 / 100,00  | 2,41  |
|                         | Bloco de Esquerda                        | 105   | 3,71 / 100,00   | 1,50  |
|                         | Iniciativa Liberal                       | 45    | 1,59 / 100,00   | 0,24  |
|                         | LIVRE                                    | 29    | 1,02 / 100,00   | 0,80  |
|                         | Outros (com menos de 1,00%)              | 69    | 2,43 / 100,00   |       |
| Votos Inválidos         | Votos Inválidos                          | 63    | 2,22 / 100,00   | 0,61  |
| Total                   | Total                                    | 2 831 | 100,00 / 100,00 |       |
| Eleitorado/Participação | Eleitorado/Participação                  | 4 385 | 64,56 / 100,00  | 4,81  |

| Freguesia                                         | %     | %     | %     | %     | %    | %    | %    | Votantes | Taxa de Participação |
| Freguesia                                         | PS    | CH    | AD    | CDU   | BE   | IL   | L    | Votantes | Taxa de Participação |
| ------------------------------------------------- | ----- | ----- | ----- | ----- | ---- | ---- | ---- | -------- | -------------------- |
| Freguesia                                         |       |       |       |       |      |      |      | Votantes | Taxa de Participação |
| Capelins (Santo António)                          | 45,33 | 17,29 | 10,75 | 15,42 | 5,61 | 1,87 | 0,47 | 214      | 57,68                |
| N.S. da Conceição, São Brás dos Matos e Juromenha | 37,51 | 24,04 | 18,24 | 7,93  | 4,09 | 1,96 | 1,28 | 1 173    | 67,45                |
| Santiago Maior                                    | 41,13 | 23,59 | 8,72  | 17,45 | 3,07 | 1,05 | 0,58 | 1 043    | 62,23                |
| Terena (São Pedro)                                | 38,90 | 24,94 | 13,72 | 10,47 | 3,24 | 1,75 | 1,75 | 401      | 66,94                |
| Alandroal                                         | 39,63 | 23,49 | 13,53 | 12,36 | 3,71 | 1,59 | 1,02 | 2 831    | 64,56                |

### Arraiolos
| Partido                 | Partido                                  | Votos | %               | +/-  |
| ----------------------- | ---------------------------------------- | ----- | --------------- | ---- |
|                         | Partido Socialista                       | 1 424 | 33,49 / 100,00  | 9,98 |
|                         | Coligação Democrática Unitária (PCP-PEV) | 845   | 19,87 / 100,00  | 4,39 |
|                         | Aliança Democrática (PPD/PSD-CDS-PP-PPM) | 714   | 16,79 / 100,00  | 1,03 |
|                         | CHEGA                                    | 650   | 15,29 / 100,00  | 8,50 |
|                         | Bloco de Esquerda                        | 210   | 4,94 / 100,00   | 1,86 |
|                         | Iniciativa Liberal                       | 102   | 2,40 / 100,00   | 0,22 |
|                         | LIVRE                                    | 88    | 2,07 / 100,00   | 1,46 |
|                         | Outros (com menos de 1,00%)              | 100   | 2,36 / 100,00   |      |
| Votos Inválidos         | Votos Inválidos                          | 119   | 2,80 / 100,00   | 0,51 |
| Total                   | Total                                    | 4 252 | 100,00 / 100,00 |      |
| Eleitorado/Participação | Eleitorado/Participação                  | 5 820 | 73,06 / 100,00  | 7,84 |

| Freguesia                  | %     | %     | %     | %     | %    | %    | %    | Votantes | Taxa de Participação |
| Freguesia                  | PS    | CDU   | AD    | CH    | BE   | IL   | L    | Votantes | Taxa de Participação |
| -------------------------- | ----- | ----- | ----- | ----- | ---- | ---- | ---- | -------- | -------------------- |
| Freguesia                  |       |       |       |       |      |      |      | Votantes | Taxa de Participação |
| Arraiolos                  | 33,71 | 21,58 | 17,42 | 11,38 | 5,24 | 3,24 | 2,64 | 2 118    | 76,43                |
| Gafanhoeira e Sabugueiro   | 37,40 | 29,92 | 10,83 | 12,60 | 3,94 | 0,79 | 0,20 | 508      | 75,26                |
| Igrejinha                  | 33,06 | 15,12 | 15,28 | 22,92 | 4,82 | 2,16 | 1,99 | 602      | 75,34                |
| São Gregório e Santa Justa | 24,91 | 23,77 | 15,85 | 22,26 | 2,64 | 0,75 | 1,89 | 265      | 69,01                |
| Vimieiro                   | 33,60 | 10,80 | 20,55 | 19,50 | 5,67 | 1,05 | 1,84 | 759      | 63,73                |
| Arraiolos                  | 33,49 | 19,87 | 16,79 | 15,29 | 4,94 | 2,40 | 2,07 | 4 252    | 73,06                |

### Borba
| Partido                 | Partido                                  | Votos | %               | +/-   |
| ----------------------- | ---------------------------------------- | ----- | --------------- | ----- |
|                         | Partido Socialista                       | 1 642 | 42,05 / 100,00  | 11,77 |
|                         | CHEGA                                    | 809   | 20,72 / 100,00  | 10,37 |
|                         | Aliança Democrática (PPD/PSD-CDS-PP-PPM) | 724   | 18,54 / 100,00  | 0,75  |
|                         | Coligação Democrática Unitária (PCP-PEV) | 271   | 6,94 / 100,00   | 2,90  |
|                         | Bloco de Esquerda                        | 171   | 4,38 / 100,00   | 1,03  |
|                         | Iniciativa Liberal                       | 67    | 1,72 / 100,00   | 0,01  |
|                         | LIVRE                                    | 56    | 1,43 / 100,00   | 1,06  |
|                         | Outros (com menos de 1,00%)              | 83    | 2,13 / 100,00   |       |
| Votos Inválidos         | Votos Inválidos                          | 82    | 2,10 / 100,00   | 0,64  |
| Total                   | Total                                    | 3 905 | 100,00 / 100,00 |       |
| Eleitorado/Participação | Eleitorado/Participação                  | 5 763 | 67,76 / 100,00  | 8,27  |

| Freguesia              | %     | %     | %     | %    | %    | %    | %    | Votantes | Taxa de Participação |
| Freguesia              | PS    | CH    | AD    | CDU  | BE   | IL   | L    | Votantes | Taxa de Participação |
| ---------------------- | ----- | ----- | ----- | ---- | ---- | ---- | ---- | -------- | -------------------- |
| Freguesia              |       |       |       |      |      |      |      | Votantes | Taxa de Participação |
| Borba (Matriz)         | 41,41 | 19,74 | 20,41 | 6,02 | 3,90 | 1,97 | 2,02 | 2 077    | 69,00                |
| Borba (São Bartolomeu) | 46,08 | 18,98 | 17,77 | 6,93 | 3,61 | 0,30 | 0,60 | 332      | 64,47                |
| Orada                  | 43,30 | 23,18 | 11,45 | 8,38 | 5,59 | 1,68 | 0,84 | 358      | 64,62                |
| Rio de Moinhos         | 41,65 | 22,23 | 17,57 | 8,17 | 5,10 | 1,67 | 0,79 | 1 138    | 67,58                |
| Borba                  | 42,05 | 20,72 | 18,54 | 6,94 | 4,38 | 1,72 | 1,43 | 3 905    | 67,76                |

### Estremoz
| Partido                 | Partido                                  | Votos  | %               | +/-   |
| ----------------------- | ---------------------------------------- | ------ | --------------- | ----- |
|                         | Partido Socialista                       | 2 261  | 31,63 / 100,00  | 13,33 |
|                         | Aliança Democrática (PPD/PSD-CDS-PP-PPM) | 1 817  | 25,42 / 100,00  | 0,44  |
|                         | CHEGA                                    | 1 711  | 23,93 / 100,00  | 12,34 |
|                         | Coligação Democrática Unitária (PCP-PEV) | 490    | 6,85 / 100,00   | 1,40  |
|                         | Bloco de Esquerda                        | 275    | 3,85 / 100,00   | 0,53  |
|                         | Iniciativa Liberal                       | 123    | 1,72 / 100,00   | 0,56  |
|                         | LIVRE                                    | 93     | 1,30 / 100,00   | 0,82  |
|                         | Alternativa Democrática Nacional         | 82     | 1,15 / 100,00   | -     |
|                         | Outros (com menos de 1,00%)              | 102    | 1,43 / 100,00   |       |
| Votos Inválidos         | Votos Inválidos                          | 195    | 2,73 / 100,00   | 0,75  |
| Total                   | Total                                    | 7 149  | 100,00 / 100,00 |       |
| Eleitorado/Participação | Eleitorado/Participação                  | 10 966 | 65,19 / 100,00  | 8,08  |

| Freguesia                                          | %     | %     | %     | %     | %    | %    | %    | %    | Votantes | Taxa de Participação |
| Freguesia                                          | PS    | AD    | CH    | CDU   | BE   | IL   | L    | ADN  | Votantes | Taxa de Participação |
| -------------------------------------------------- | ----- | ----- | ----- | ----- | ---- | ---- | ---- | ---- | -------- | -------------------- |
| Freguesia                                          |       |       |       |       |      |      |      |      | Votantes | Taxa de Participação |
| Ameixial (Santa Vitória e São Bento)               | 28,76 | 27,15 | 25,00 | 8,33  | 4,30 | 1,61 | 0    | 1,08 | 372      | 72,37                |
| Arcos                                              | 32,80 | 21,87 | 27,34 | 6,53  | 2,65 | 1,76 | 1,94 | 0,88 | 567      | 66,24                |
| Estremoz (Santa Maria e Santo André)               | 28,61 | 29,29 | 24,20 | 6,02  | 3,66 | 1,77 | 1,45 | 1,14 | 4 285    | 62,77                |
| Évora Monte                                        | 40,77 | 14,29 | 19,51 | 9,06  | 7,32 | 2,79 | 1,74 | 1,05 | 287      | 68,99                |
| Glória                                             | 42,55 | 16,00 | 16,00 | 9,82  | 6,91 | 2,55 | 1,45 | 1,45 | 275      | 71,24                |
| São Bento do Cortiço e Santo Estêvão               | 35,20 | 19,27 | 27,65 | 4,19  | 4,19 | 0,84 | 0,56 | 1,96 | 358      | 61,94                |
| São Domingos de Ana Loura                          | 45,60 | 9,34  | 15,38 | 17,58 | 4,40 | 1,10 | 0    | 0,55 | 182      | 74,29                |
| São Lourenço de Mamporcão e São Bento de Ana Loura | 31,17 | 21,43 | 24,03 | 13,31 | 3,25 | 0,65 | 0,97 | 1,30 | 308      | 78,77                |
| Veiros                                             | 39,42 | 19,42 | 24,27 | 4,47  | 2,72 | 1,75 | 1,17 | 0,97 | 515      | 68,39                |
| Estremoz                                           | 31,63 | 25,42 | 23,93 | 6,85  | 3,85 | 1,72 | 1,30 | 1,15 | 7 149    | 65,19                |

### Évora
| Partido                 | Partido                                  | Votos  | %               | +/-   |
| ----------------------- | ---------------------------------------- | ------ | --------------- | ----- |
|                         | Partido Socialista                       | 9 945  | 31,26 / 100,00  | 9,85  |
|                         | Aliança Democrática (PPD/PSD-CDS-PP-PPM) | 8 124  | 25,53 / 100,00  | 0,22  |
|                         | CHEGA                                    | 6 068  | 19,07 / 100,00  | 10,27 |
|                         | Coligação Democrática Unitária (PCP-PEV) | 2 521  | 7,92 / 100,00   | 4,57  |
|                         | Bloco de Esquerda                        | 1 548  | 4,87 / 100,00   | 0,84  |
|                         | Iniciativa Liberal                       | 1 027  | 3,23 / 100,00   | 0,13  |
|                         | LIVRE                                    | 824    | 2,59 / 100,00   | 1,77  |
|                         | Pessoas–Animais–Natureza                 | 464    | 1,46 / 100,00   | 0,34  |
|                         | Outros (com menos de 1,00%)              | 546    | 1,71 / 100,00   |       |
| Votos Inválidos         | Votos Inválidos                          | 750    | 2,35 / 100,00   | 0,67  |
| Total                   | Total                                    | 31 817 | 100,00 / 100,00 |       |
| Eleitorado/Participação | Eleitorado/Participação                  | 46 289 | 68,74 / 100,00  | 9,21  |

| Freguesia                                   | %     | %     | %     | %     | %    | %    | %    | %    | Votantes | Taxa de Participação |
| Freguesia                                   | PS    | AD    | CH    | CDU   | BE   | IL   | L    | PAN  | Votantes | Taxa de Participação |
| ------------------------------------------- | ----- | ----- | ----- | ----- | ---- | ---- | ---- | ---- | -------- | -------------------- |
| Freguesia                                   |       |       |       |       |      |      |      |      | Votantes | Taxa de Participação |
| Bacelo e Senhora da Saúde                   | 31,53 | 25,61 | 18,77 | 7,44  | 4,80 | 3,67 | 2,90 | 1,46 | 10 934   | 65,90                |
| Canaviais                                   | 30,48 | 24,25 | 22,06 | 7,37  | 4,63 | 3,29 | 2,19 | 1,69 | 2 008    | 73,96                |
| Évora                                       | 28,03 | 32,07 | 16,13 | 7,37  | 4,72 | 3,48 | 2,34 | 2,00 | 2 647    | 67,68                |
| Malagueira e Horta das Figueiras            | 30,07 | 26,84 | 19,57 | 6,91  | 5,32 | 2,98 | 2,63 | 1,41 | 12 376   | 67,62                |
| N.S. da Tourega e N.S. de Guadalupe         | 34,45 | 15,97 | 18,82 | 14,79 | 5,21 | 1,34 | 2,86 | 2,02 | 595      | 70,92                |
| Nossa Senhora da Graça do Divor             | 34,88 | 13,17 | 18,86 | 17,44 | 2,49 | 5,34 | 2,49 | 0,71 | 281      | 73,75                |
| Nossa Senhora de Machede                    | 37,30 | 17,66 | 18,92 | 13,51 | 3,06 | 4,32 | 0,72 | 0,90 | 555      | 70,61                |
| São Sebastião da Giesteira e N.S. da Boa Fé | 40,28 | 14,15 | 11,20 | 16,70 | 4,91 | 3,14 | 2,55 | 1,38 | 509      | 64,59                |
| São Bento do Mato                           | 30,10 | 26,53 | 21,77 | 7,31  | 4,76 | 1,87 | 1,19 | 1,87 | 588      | 65,55                |
| São Manços e São Vicente do Pigeiro         | 41,78 | 17,80 | 21,27 | 9,50  | 1,81 | 1,81 | 1,81 | 0,30 | 663      | 66,43                |
| São Miguel de Machede                       | 34,67 | 17,07 | 18,93 | 15,47 | 3,20 | 2,93 | 2,67 | 0,27 | 375      | 64,21                |
| Torre de Coelheiros                         | 43,01 | 9,09  | 19,93 | 16,78 | 4,90 | 1,75 | 1,05 | 0,70 | 286      | 64,13                |
| Évora                                       | 31,26 | 25,53 | 19,07 | 7,92  | 4,87 | 3,23 | 2,59 | 1,46 | 31 817   | 68,74                |

### Montemor-o-Novo
| Partido                 | Partido                                  | Votos  | %               | +/-   |
| ----------------------- | ---------------------------------------- | ------ | --------------- | ----- |
|                         | Partido Socialista                       | 3 075  | 32,85 / 100,00  | 10,38 |
|                         | Aliança Democrática (PPD/PSD-CDS-PP-PPM) | 1 923  | 20,54 / 100,00  | 0,47  |
|                         | Coligação Democrática Unitária (PCP-PEV) | 1 741  | 18,60 / 100,00  | 2,54  |
|                         | CHEGA                                    | 1 394  | 14,89 / 100,00  | 8,75  |
|                         | Bloco de Esquerda                        | 361    | 3,86 / 100,00   | 1,06  |
|                         | Iniciativa Liberal                       | 226    | 2,41 / 100,00   | 0,04  |
|                         | LIVRE                                    | 199    | 2,13 / 100,00   | 1,34  |
|                         | Outros (com menos de 1,00%)              | 241    | 2,58 / 100,00   |       |
| Votos Inválidos         | Votos Inválidos                          | 202    | 2,16 / 100,00   | 0,20  |
| Total                   | Total                                    | 9 362  | 100,00 / 100,00 |       |
| Eleitorado/Participação | Eleitorado/Participação                  | 13 639 | 68,64 / 100,00  | 6,73  |

| Freguesia                               | %     | %     | %     | %     | %    | %    | %    | Votantes | Taxa de Participação |
| Freguesia                               | PS    | AD    | CDU   | CH    | BE   | IL   | L    | Votantes | Taxa de Participação |
| --------------------------------------- | ----- | ----- | ----- | ----- | ---- | ---- | ---- | -------- | -------------------- |
| Freguesia                               |       |       |       |       |      |      |      | Votantes | Taxa de Participação |
| Cabrela                                 | 42,00 | 18,00 | 10,33 | 19,00 | 2,33 | 3,00 | 1,67 | 300      | 68,49                |
| Ciborro                                 | 54,87 | 11,70 | 8,91  | 13,37 | 4,18 | 1,11 | 1,67 | 359      | 64,22                |
| Cortiçadas de Lavre e Lavre             | 32,89 | 21,14 | 19,42 | 14,80 | 3,83 | 1,45 | 1,06 | 757      | 70,03                |
| Foros de Vale de Figueira               | 35,17 | 13,61 | 20,80 | 13,76 | 5,05 | 3,36 | 2,75 | 654      | 73,15                |
| N.S. da Vila, N.S. do Bispo e Silveiras | 30,67 | 22,46 | 18,42 | 14,83 | 4,03 | 2,54 | 2,35 | 6 372    | 68,60                |
| Santiago do Escoural                    | 38,74 | 11,18 | 27,07 | 14,26 | 2,43 | 1,46 | 0,81 | 671      | 65,71                |
| São Cristóvão                           | 26,40 | 25,74 | 17,82 | 17,82 | 1,65 | 2,97 | 2,31 | 303      | 69,02                |
| Montemor-o-Novo                         | 32,85 | 20,54 | 18,60 | 14,89 | 3,86 | 2,41 | 2,13 | 9 362    | 68,64                |

### Mora
| Partido                 | Partido                                  | Votos | %               | +/-   |
| ----------------------- | ---------------------------------------- | ----- | --------------- | ----- |
|                         | Partido Socialista                       | 789   | 32,28 / 100,00  | 12,37 |
|                         | Coligação Democrática Unitária (PCP-PEV) | 561   | 22,95 / 100,00  | 2,44  |
|                         | Aliança Democrática (PPD/PSD-CDS-PP-PPM) | 441   | 18,04 / 100,00  | 1,81  |
|                         | CHEGA                                    | 356   | 14,57 / 100,00  | 8,96  |
|                         | Bloco de Esquerda                        | 76    | 3,11 / 100,00   | 0,48  |
|                         | Iniciativa Liberal                       | 42    | 1,72 / 100,00   | 0,14  |
|                         | LIVRE                                    | 36    | 1,47 / 100,00   | 1,17  |
|                         | Alternativa Democrática Nacional         | 28    | 1,15 / 100,00   | -     |
|                         | Pessoas–Animais–Natureza                 | 27    | 1,10 / 100,00   | 0,50  |
|                         | Outros (com menos de 1,00%)              | 21    | 0,86 / 100,00   |       |
| Votos Inválidos         | Votos Inválidos                          | 67    | 2,74 / 100,00   | 0,66  |
| Total                   | Total                                    | 2 444 | 100,00 / 100,00 |       |
| Eleitorado/Participação | Eleitorado/Participação                  | 3 820 | 63,98 / 100,00  | 5,03  |

| Freguesia | %     | %     | %     | %     | %    | %    | %    | %    | %    | Votantes | Taxa de Participação |
| Freguesia | PS    | CDU   | AD    | CH    | BE   | IL   | L    | ADN  | PAN  | Votantes | Taxa de Participação |
| --------- | ----- | ----- | ----- | ----- | ---- | ---- | ---- | ---- | ---- | -------- | -------------------- |
| Freguesia |       |       |       |       |      |      |      |      |      | Votantes | Taxa de Participação |
| Brotas    | 35,60 | 27,60 | 16,00 | 7,60  | 4,80 | 0,80 | 0,80 | 1,60 | 0,40 | 250      | 77,40                |
| Cabeção   | 35,16 | 26,95 | 10,11 | 16,00 | 3,37 | 1,89 | 1,05 | 1,26 | 1,05 | 475      | 57,09                |
| Mora      | 29,40 | 22,36 | 20,60 | 15,47 | 2,53 | 1,91 | 1,68 | 1,15 | 1,53 | 1 306    | 65,01                |
| Pavia     | 36,08 | 17,43 | 20,34 | 14,29 | 3,63 | 1,45 | 1,69 | 0,73 | 0,24 | 413      | 62,96                |
| Mora      | 32,28 | 22,95 | 18,04 | 14,57 | 3,11 | 1,72 | 1,47 | 1,15 | 1,10 | 2 444    | 63,98                |

### Mourão
| Partido                 | Partido                                  | Votos | %               | +/-   |
| ----------------------- | ---------------------------------------- | ----- | --------------- | ----- |
|                         | Partido Socialista                       | 433   | 31,68 / 100,00  | 8,17  |
|                         | CHEGA                                    | 407   | 29,77 / 100,00  | 13,45 |
|                         | Aliança Democrática (PPD/PSD-CDS-PP-PPM) | 356   | 26,04 / 100,00  | 3,78  |
|                         | Coligação Democrática Unitária (PCP-PEV) | 70    | 5,12 / 100,00   | 3,66  |
|                         | Bloco de Esquerda                        | 25    | 1,83 / 100,00   | 0,34  |
|                         | Alternativa Democrática Nacional         | 16    | 1,17 / 100,00   | -     |
|                         | Outros (com menos de 1,00%)              | 41    | 3,00 / 100,00   |       |
| Votos Inválidos         | Votos Inválidos                          | 19    | 1,39 / 100,00   | 0,52  |
| Total                   | Total                                    | 1 367 | 100,00 / 100,00 |       |
| Eleitorado/Participação | Eleitorado/Participação                  | 2 136 | 64,00 / 100,00  | 8,28  |

| Freguesia | %     | %     | %     | %    | %    | %    | Votantes | Taxa de Participação |
| Freguesia | PS    | CH    | AD    | CDU  | BE   | ADN  | Votantes | Taxa de Participação |
| --------- | ----- | ----- | ----- | ---- | ---- | ---- | -------- | -------------------- |
| Freguesia |       |       |       |      |      |      | Votantes | Taxa de Participação |
| Granja    | 36,15 | 26,35 | 20,61 | 8,45 | 2,70 | 1,01 | 296      | 58,85                |
| Luz       | 20,00 | 21,21 | 50,30 | 4,24 | 0,61 | 0,61 | 165      | 66,27                |
| Mourão    | 32,34 | 32,45 | 23,40 | 4,19 | 1,77 | 1,32 | 906      | 65,46                |
| Mourão    | 31,68 | 29,77 | 26,04 | 5,12 | 1,83 | 1,17 | 1 367    | 64,00                |

### Portel
| Partido                 | Partido                                  | Votos | %               | +/-   |
| ----------------------- | ---------------------------------------- | ----- | --------------- | ----- |
|                         | Partido Socialista                       | 1 228 | 37,29 / 100,00  | 12,07 |
|                         | Coligação Democrática Unitária (PCP-PEV) | 720   | 21,86 / 100,00  | 3,15  |
|                         | CHEGA                                    | 606   | 18,40 / 100,00  | 10,15 |
|                         | Aliança Democrática (PPD/PSD-CDS-PP-PPM) | 370   | 11,24 / 100,00  | 0,43  |
|                         | Bloco de Esquerda                        | 117   | 3,55 / 100,00   | 1,15  |
|                         | Iniciativa Liberal                       | 59    | 1,79 / 100,00   | 0,54  |
|                         | LIVRE                                    | 43    | 1,31 / 100,00   | 1,07  |
|                         | Outros (com menos de 1,00%)              | 79    | 2,39 / 100,00   |       |
| Votos Inválidos         | Votos Inválidos                          | 71    | 2,16 / 100,00   | 0,94  |
| Total                   | Total                                    | 3 293 | 100,00 / 100,00 |       |
| Eleitorado/Participação | Eleitorado/Participação                  | 4 982 | 66,10 / 100,00  | 7,84  |

| Freguesia                          | %     | %     | %     | %     | %    | %    | %    | Votantes | Taxa de Participação |
| Freguesia                          | PS    | CDU   | CH    | AD    | BE   | IL   | L    | Votantes | Taxa de Participação |
| ---------------------------------- | ----- | ----- | ----- | ----- | ---- | ---- | ---- | -------- | -------------------- |
| Freguesia                          |       |       |       |       |      |      |      | Votantes | Taxa de Participação |
| Amieira e Alqueva                  | 39,50 | 33,61 | 9,24  | 8,12  | 2,80 | 1,12 | 2,24 | 357      | 68,92                |
| Monte do Trigo                     | 34,92 | 30,63 | 17,15 | 9,04  | 2,14 | 1,99 | 0,77 | 653      | 66,29                |
| Portel                             | 34,79 | 19,71 | 20,14 | 13,07 | 3,64 | 2,14 | 1,64 | 1 400    | 66,79                |
| Santana                            | 49,58 | 11,67 | 17,08 | 11,67 | 2,08 | 0,83 | 0,83 | 240      | 61,70                |
| São Bartolomeu do Outeiro e Oriola | 37,95 | 13,39 | 22,10 | 11,16 | 7,59 | 2,23 | 0,45 | 448      | 65,31                |
| Vera Cruz                          | 42,56 | 18,46 | 20,00 | 10,77 | 1,54 | 0    | 1,54 | 195      | 63,31                |
| Portel                             | 37,29 | 21,86 | 18,40 | 11,24 | 3,55 | 1,79 | 1,31 | 3 293    | 66,10                |

### Redondo
| Partido                 | Partido                                  | Votos | %               | +/-   |
| ----------------------- | ---------------------------------------- | ----- | --------------- | ----- |
|                         | Partido Socialista                       | 1 222 | 35,36 / 100,00  | 11,66 |
|                         | Aliança Democrática (PPD/PSD-CDS-PP-PPM) | 745   | 21,56 / 100,00  | 1,57  |
|                         | CHEGA                                    | 661   | 19,13 / 100,00  | 10,09 |
|                         | Coligação Democrática Unitária (PCP-PEV) | 340   | 9,84 / 100,00   | 2,98  |
|                         | Bloco de Esquerda                        | 169   | 4,89 / 100,00   | 1,82  |
|                         | Iniciativa Liberal                       | 78    | 2,26 / 100,00   | 0,74  |
|                         | LIVRE                                    | 61    | 1,77 / 100,00   | 1,03  |
|                         | Pessoas–Animais–Natureza                 | 41    | 1,19 / 100,00   | 0,38  |
|                         | Alternativa Democrática Nacional         | 41    | 1,19 / 100,00   | -     |
|                         | Outros (com menos de 1,00%)              | 39    | 1,12 / 100,00   |       |
| Votos Inválidos         | Votos Inválidos                          | 59    | 1,71 / 100,00   | 0,40  |
| Total                   | Total                                    | 3 456 | 100,00 / 100,00 |       |
| Eleitorado/Participação | Eleitorado/Participação                  | 5 557 | 62,19 / 100,00  | 9,23  |

| Freguesia | %     | %     | %     | %     | %    | %    | %    | %    | %    | Votantes | Taxa de Participação |
| Freguesia | PS    | AD    | CH    | CDU   | BE   | IL   | L    | PAN  | ADN  | Votantes | Taxa de Participação |
| --------- | ----- | ----- | ----- | ----- | ---- | ---- | ---- | ---- | ---- | -------- | -------------------- |
| Freguesia |       |       |       |       |      |      |      |      |      | Votantes | Taxa de Participação |
| Montoito  | 32,41 | 19,22 | 26,55 | 12,38 | 4,40 | 0,98 | 0,98 | 0,81 | 0,33 | 614      | 62,91                |
| Redondo   | 36,00 | 22,06 | 17,52 | 9,29  | 5,00 | 2,53 | 1,94 | 1,27 | 1,37 | 2 842    | 62,04                |
| Redondo   | 35,36 | 21,56 | 19,13 | 9,84  | 4,89 | 2,26 | 1,77 | 1,19 | 1,19 | 3 456    | 62,19                |

### Reguengos de Monsaraz
| Partido                 | Partido                                  | Votos | %               | +/-   |
| ----------------------- | ---------------------------------------- | ----- | --------------- | ----- |
|                         | Partido Socialista                       | 1 866 | 33,78 / 100,00  | 12,13 |
|                         | CHEGA                                    | 1 364 | 24,69 / 100,00  | 14,08 |
|                         | Aliança Democrática (PPD/PSD-CDS-PP-PPM) | 1 354 | 24,51 / 100,00  | 2,33  |
|                         | Coligação Democrática Unitária (PCP-PEV) | 293   | 5,30 / 100,00   | 2,30  |
|                         | Bloco de Esquerda                        | 207   | 3,75 / 100,00   | 0,53  |
|                         | Iniciativa Liberal                       | 108   | 1,96 / 100,00   | 0,35  |
|                         | LIVRE                                    | 76    | 1,38 / 100,00   | 0,96  |
|                         | Alternativa Democrática Nacional         | 61    | 1,10 / 100,00   | -     |
|                         | Outros (com menos de 1,00%)              | 74    | 1,34 / 100,00   |       |
| Votos Inválidos         | Votos Inválidos                          | 121   | 2,19 / 100,00   | 0,09  |
| Total                   | Total                                    | 5 524 | 100,00 / 100,00 |       |
| Eleitorado/Participação | Eleitorado/Participação                  | 8 812 | 62,69 / 100,00  | 9,43  |

| Freguesia             | %     | %     | %     | %    | %    | %    | %    | %    | Votantes | Taxa de Participação |
| Freguesia             | PS    | CH    | AD    | CDU  | BE   | IL   | L    | ADN  | Votantes | Taxa de Participação |
| --------------------- | ----- | ----- | ----- | ---- | ---- | ---- | ---- | ---- | -------- | -------------------- |
| Freguesia             |       |       |       |      |      |      |      |      | Votantes | Taxa de Participação |
| Campo e Campinho      | 41,35 | 28,87 | 13,53 | 8,42 | 1,65 | 0,60 | 1,50 | 0,45 | 665      | 61,29                |
| Corval                | 39,04 | 22,37 | 20,03 | 8,19 | 4,39 | 0,58 | 0,58 | 1,02 | 684      | 63,16                |
| Monsaraz              | 50,64 | 21,59 | 17,22 | 3,34 | 2,31 | 1,29 | 0,51 | 0,51 | 389      | 66,27                |
| Reguengos de Monsaraz | 29,77 | 24,70 | 28,00 | 4,44 | 4,15 | 2,51 | 1,58 | 1,29 | 3 786    | 62,51                |
| Reguengos de Monsaraz | 33,78 | 24,69 | 24,51 | 5,30 | 3,75 | 1,96 | 1,38 | 1,10 | 5 524    | 62,69                |

### Vendas Novas
| Partido                 | Partido                                  | Votos  | %               | +/-   |
| ----------------------- | ---------------------------------------- | ------ | --------------- | ----- |
|                         | Partido Socialista                       | 2 015  | 30,37 / 100,00  | 12,88 |
|                         | Aliança Democrática (PPD/PSD-CDS-PP-PPM) | 1 556  | 23,45 / 100,00  | 0,23  |
|                         | CHEGA                                    | 1 379  | 20,78 / 100,00  | 11,98 |
|                         | Coligação Democrática Unitária (PCP-PEV) | 763    | 11,50 / 100,00  | 3,21  |
|                         | Bloco de Esquerda                        | 228    | 3,44 / 100,00   | 0,05  |
|                         | Iniciativa Liberal                       | 188    | 2,83 / 100,00   | 0,34  |
|                         | LIVRE                                    | 142    | 2,14 / 100,00   | 1,46  |
|                         | Pessoas–Animais–Natureza                 | 85     | 1,28 / 100,00   | 0,53  |
|                         | Alternativa Democrática Nacional         | 71     | 1,07 / 100,00   | -     |
|                         | Outros (com menos de 1,00%)              | 56     | 0,85 / 100,00   |       |
| Votos Inválidos         | Votos Inválidos                          | 152    | 2,29 / 100,00   | 0,48  |
| Total                   | Total                                    | 6 635  | 100,00 / 100,00 |       |
| Eleitorado/Participação | Eleitorado/Participação                  | 10 017 | 66,24 / 100,00  | 8,89  |

| Freguesia    | %     | %     | %     | %     | %    | %    | %    | %    | %    | Votantes | Taxa de Participação |
| Freguesia    | PS    | AD    | CH    | CDU   | BE   | IL   | L    | PAN  | ADN  | Votantes | Taxa de Participação |
| ------------ | ----- | ----- | ----- | ----- | ---- | ---- | ---- | ---- | ---- | -------- | -------------------- |
| Freguesia    |       |       |       |       |      |      |      |      |      | Votantes | Taxa de Participação |
| Landeira     | 37,12 | 17,69 | 17,03 | 16,81 | 4,37 | 1,97 | 2,18 | 0,44 | 0,66 | 458      | 76,08                |
| Vendas Novas | 29,87 | 23,88 | 21,06 | 11,11 | 3,37 | 2,90 | 2,14 | 1,34 | 1,10 | 6 177    | 65,61                |
| Vendas Novas | 30,37 | 23,45 | 20,78 | 11,50 | 3,44 | 2,83 | 2,14 | 1,28 | 1,07 | 6 635    | 66,24                |

### Viana do Alentejo
| Partido                 | Partido                                  | Votos | %               | +/-   |
| ----------------------- | ---------------------------------------- | ----- | --------------- | ----- |
|                         | Partido Socialista                       | 882   | 28,31 / 100,00  | 11,94 |
|                         | CHEGA                                    | 768   | 24,65 / 100,00  | 12,97 |
|                         | Aliança Democrática (PPD/PSD-CDS-PP-PPM) | 512   | 16,44 / 100,00  | 1,14  |
|                         | Coligação Democrática Unitária (PCP-PEV) | 487   | 15,63 / 100,00  | 6,23  |
|                         | Bloco de Esquerda                        | 182   | 5,84 / 100,00   | 2,79  |
|                         | Iniciativa Liberal                       | 64    | 2,05 / 100,00   | 0,32  |
|                         | LIVRE                                    | 52    | 1,67 / 100,00   | 1,21  |
|                         | Pessoas–Animais–Natureza                 | 43    | 1,38 / 100,00   | 0,57  |
|                         | Outros (com menos de 1,00%)              | 52    | 2,67 / 100,00   |       |
| Votos Inválidos         | Votos Inválidos                          | 73    | 2,35 / 100,00   | 0,46  |
| Total                   | Total                                    | 3 115 | 100,00 / 100,00 |       |
| Eleitorado/Participação | Eleitorado/Participação                  | 4 649 | 67,00 / 100,00  | 10,84 |

| Freguesia         | %     | %     | %     | %     | %    | %    | %    | %    | Votantes | Taxa de Participação |
| Freguesia         | PS    | CH    | AD    | CDU   | BE   | IL   | L    | PAN  | Votantes | Taxa de Participação |
| ----------------- | ----- | ----- | ----- | ----- | ---- | ---- | ---- | ---- | -------- | -------------------- |
| Freguesia         |       |       |       |       |      |      |      |      | Votantes | Taxa de Participação |
| Aguiar            | 29,49 | 18,31 | 11,86 | 26,44 | 5,59 | 3,90 | 0,34 | 1,86 | 590      | 79,84                |
| Alcáçovas         | 27,94 | 26,18 | 18,96 | 12,86 | 4,26 | 1,85 | 1,94 | 0,93 | 1 081    | 65,87                |
| Viana do Alentejo | 28,12 | 26,11 | 16,41 | 13,30 | 7,13 | 1,45 | 2,01 | 1,52 | 1 444    | 63,64                |
| Viana do Alentejo | 28,31 | 24,65 | 16,44 | 15,63 | 5,84 | 2,05 | 1,67 | 1,38 | 3 115    | 67,00                |

### Vila Viçosa
| Partido                 | Partido                                  | Votos | %               | +/-   |
| ----------------------- | ---------------------------------------- | ----- | --------------- | ----- |
|                         | Partido Socialista                       | 1 405 | 33,16 / 100,00  | 11,37 |
|                         | Aliança Democrática (PPD/PSD-CDS-PP-PPM) | 1 030 | 24,31 / 100,00  | 0,33  |
|                         | CHEGA                                    | 1 008 | 23,79 / 100,00  | 11,80 |
|                         | Coligação Democrática Unitária (PCP-PEV) | 319   | 7,53 / 100,00   | 4,35  |
|                         | Bloco de Esquerda                        | 142   | 3,35 / 100,00   | 0,79  |
|                         | Iniciativa Liberal                       | 86    | 2,03 / 100,00   | 0,01  |
|                         | LIVRE                                    | 61    | 1,44 / 100,00   | 0,93  |
|                         | Outros (com menos de 1,00%)              | 98    | 2,32 / 100,00   |       |
| Votos Inválidos         | Votos Inválidos                          | 88    | 2,08 / 100,00   | 0,66  |
| Total                   | Total                                    | 4 237 | 100,00 / 100,00 |       |
| Eleitorado/Participação | Eleitorado/Participação                  | 6 565 | 64,54 / 100,00  | 8,77  |

| Freguesia                          | %     | %     | %     | %     | %    | %    | %    | Votantes | Taxa de Participação |
| Freguesia                          | PS    | AD    | CH    | CDU   | BE   | IL   | L    | Votantes | Taxa de Participação |
| ---------------------------------- | ----- | ----- | ----- | ----- | ---- | ---- | ---- | -------- | -------------------- |
| Freguesia                          |       |       |       |       |      |      |      | Votantes | Taxa de Participação |
| Bencatel                           | 41,63 | 14,50 | 16,63 | 17,10 | 3,30 | 1,77 | 1,89 | 848      | 64,63                |
| Ciladas                            | 34,58 | 14,32 | 33,92 | 5,29  | 2,86 | 1,98 | 1,32 | 454      | 57,83                |
| N.S. da Conceição e São Bartolomeu | 29,51 | 29,81 | 23,88 | 5,37  | 3,47 | 2,09 | 1,42 | 2 680    | 66,19                |
| Pardais                            | 40,78 | 16,86 | 28,63 | 2,35  | 3,14 | 2,35 | 0,39 | 255      | 60,86                |
| Vila Viçosa                        | 33,16 | 24,31 | 23,79 | 7,53  | 3,35 | 2,03 | 1,44 | 4 237    | 64,54                |

## Lista de Deputados Eleitos
A lista apresentada é conforme a aplicação do Método D'Hondt:
| N.º | Nome                           | Partido | Partido            | Partido                       | Quociente |
| --- | ------------------------------ | ------- | ------------------ | ----------------------------- | --------- |
| 1   | Luis Carlos Piteira Dias       |         | Partido Socialista | Partido Socialista            | 29039     |
| 2   | Sónia Cristina Silva dos Ramos |         |                    | Aliança Democrática (PPD/PSD) | 20049     |
| 3   | Rui Cristina                   |         | CHEGA              | CHEGA                         | 17846     |